# Б'янка Белер
Б'янка Ніколь Блер Кроуфорд (дівоче Б'янка Ніколь Блер; нар. 9 квітня 1989) — американська професійна реслерка, а також спортсменка фітнес-бікіні. З квітня 2016 року знаходиться на контракті з WWE, де виступає у ростері бренду SmackDown під ринговим ім'ям Б'янка Белер (англ. Bianca Belair). Белер - одна з двох жінок, які перемагали у головній події на головному шоу WWE - Реслманії, а її 420-денний рейн у статусі чемпіонки RAW є найдовшим в історії титулу.
Белер дебютувала у професійному реслінгу в 2016 році на бренді розвитку талантів NXT і неодноразово змагалася за жіноче чемпіонство жовтого бренду. Після того, як її запросили до SmackDown, вона виграла жіночий матч Royal Rumble 2021 року, ставши другим афроамериканським реслером після Скелі, що вигравав матч Royal Rumble. Вона успішно для себе боролася з Сашою Бенкс за титул чемпіонки SmackDown на Реслманії 37 (друга жіноча головна подія у історії Реслманії), а також це був перший випадок, коли дві афроамериканки стали головною подією флагманського шоу WWE. У 2021 році вона посіла перше місце серед 150 найкращих реслерок за версією Pro Wrestling Illustrated (PWI). В 2023 році вона стала найтривалішою чемпіонкою RAW, протримавшись у даному статусі 420 днів. Вона також має найдовший рейн серед усіх жіночих чемпіонств WWE з 2006 року і WWE просуває її як найтривалішу жіночу чемпіонку сучасної епохи. Цей рейн побив кілька інших рекордів WWE, включаючи найдовший рейн чорношкірого чемпіона світу (чоловіка або жінки) і найдовший рейн афроамериканця серед одиночних чемпіонств.